# Seznam pevností, hradů a zámků v Rusku
Toto je seznam pevností, hradů, zámků a paláců v Rusku. Některé pevnosti či hrady se v ruském prostředí nazývají kreml. Seznam rovněž zahrnuje některé kláštery (monastýry, lávry) ad.

## Severozápadní federální okruh
| Název                        | Ruský název                       | Poloha                | Období              | Obrázek |
| ---------------------------- | --------------------------------- | --------------------- | ------------------- | ------- |
| Monastýr Alexandra Svirského | Александро-Свирский монастырь     | Leningradská oblast   | 15. století         |         |
| Zámek Balga                  | Замок Бальга                      | Kaliningradská oblast | 1239                |         |
| Zámek Brandenburg            | Замок Браденбург                  | Kaliningradská oblast | 13. století         |         |
| Zámek Bip                    | Замок Бип                         | Petropavloská pevnost | 1798                |         |
| Gatčinský palác              | Большой Гатчинский дворец (замок) | Leningradská oblast   | 1766-1781           |         |
| Gdovský kreml                | Гдовский кремль                   | Pskovská oblast       | 1431–1434           |         |
| Gorický monastýr             | Горицкий Воскресенский монастырь  | Vologdská oblast      | 1514-1832           |         |
| Monastýr sv. Feraponta       | Ферапонтов монастырь              | Vologdská oblast      | 1397-1798           |         |
| Ivangorodská pevnost         | Ивангородская крепость            | Leningradská oblast   | 1492                |         |
| Pevnost Izborsk              | Изборская крепость                | Pskovská oblast       | 14. století         |         |
| Hrad Královec (Königsberg)   | Кенигсбергский замок              | Kaliningradská oblast | 1255-1713           |         |
| Chutynský onastýr            | Хутынский монастырь               | Novgorodská oblast    | 1190-1646           |         |
| Koněvský monastýr            | Коневский монастырь               | Leningradská oblast   | 1393-1812           |         |
| Pevnost Koporje              | Крепость Копорье                  | Leningradská oblast   | 1237                |         |
| Pevnost Korela               | Крепость Корела                   | Leningradská oblast   | 1310                |         |
| Pevnost Kronštadt            | Кронштадская крепость             | Petrohrad             | 1704-1950           |         |
| Mirožský monastýr            | Мирожский монастырь               | Pskovská oblast       | 1156-1805           |         |
| Novgorodský kreml            | Новгородский кремль               | Novgorodská oblast    | 11.-14. století     |         |
| Pevnost Orešek               | Крепость Орешек                   | Leningradská oblast   | 1323-18. století    |         |
| Petropavlovská evnost        | Петропавловская крепость          | Petrohrad             | 1703-1907           |         |
| Porchovská pevnost           | Порховская крепость               | Pskovská oblast       | 1387                |         |
| Převorský zámek              | Приоратский Замок                 | Leningradská oblast   | 1799                |         |
| Pskovský kreml (krom)        | Псковский кремль (кром)           | Pskovská oblast       | 11.-16. století     |         |
| Pskovsko-pečerský monastýr   | Псково-Печерский монастырь        | Pskovská oblast       | 1473-1595           |         |
| Zámek Ragnit                 | Замок Рагнит                      | Kaliningradská oblast | 1289                |         |
| Zámek Michajlovskij          | Михайловский (Инженерный) замок   | Petrohrad             | 1797-1801           |         |
| Zámek Schaaken               | Замок Шаакен                      | Kaliningradská oblast | 1797-1801           |         |
| Solovecký monastýr           | Соловецкий монастырь              | Archangelská oblast   | 1436-1834           |         |
| Staroladožská pevnost        | Староладожская крепость           | Leningradská oblast   | 1116                |         |
| Vologdský kreml              | Вологодский кремль                | Vologdská oblast      | 1567                |         |
| Vyborská pevnost             | Выборгский замок                  | Leningradská oblast   | 1293-1564 1834-1894 |         |
| Jurjevský monastýr           | Юрьев монастырь                   | Novgorodská oblast    | 1119-1836           |         |

## Centrální federální okruh
| Název                      | Ruský název                 | Poloha             | Období           | Obrázek |
| -------------------------- | --------------------------- | ------------------ | ---------------- | ------- |
| Alexandrovský kreml        | Александровский кремль      | Vladimirská oblast | 14.-16. století  |         |
| Borisoglebský monastýr     | Борисоглебский монастырь    | Jaroslavská oblast | 1585-1591        |         |
| Donský monastýr            | Донской монастырь           | Moskva             | 1591-2000        |         |
| Gorický monastýr           | Горицкий монастырь          | Jaroslavská oblast | 14. století-1774 |         |
| Ipat'jevský monastýr       | Ипатьевский монастырь       | Kostromská oblast  | 1432-1840        |         |
| Josefo-volokský monastýr   | Иосифо-Волокский монастырь  | Moskevská oblast   | 1479-1696        |         |
| Kolomenský kreml           | Коломенский кремль          | Moskevská oblast   | 1525-1531        |         |
| Zámek Meyendorff           | Замок Майендорф             | Moskevská oblast   | 1874—1885        |         |
| Spaso-jefimovský monastýr  | Спасо-Евфимиев монастырь    | Vladimirská oblast | 1352-1669        |         |
| Moskevský kreml            | Московский кремль           | Moskva             | 1482-1495        |         |
| Možajský kreml             | Можайский кремль            | Moskevská oblast   | 1624-1626        |         |
| Novojeruzalémský monastýr  | Новоиерусалимский монастырь | Moskevská oblast   | 1656-1697        |         |
| Rostovský kreml            | Ростовский кремль           | Jaroslavská oblast | 1670—1683        |         |
| Rjazaňský kreml            | Рязанский кремль            | Rjazaňská oblast   | 12.-19. století  |         |
| Serpuchovský kreml         | Серпуховский кремль         | Moskevská oblast   | 1556             |         |
| Smolenský kreml            | Смоленский кремль           | Smolenská oblast   | 1595-1602        |         |
| Spaso-jakovlevský monastýr | Спасо-Яковлевский монастырь | Jaroslavská oblast | 1389-1836        |         |
| Stolobenský ostrov         | Нило-Столобенская пустынь   | Tverská oblast     | 1594-1833        |         |
| Suzdalský kreml            | Суздальский кремль          | Vladimirská oblast | 1024-1719        |         |
| Trojicko-Sergijevská lávra | Троице-Сергиева лавра       | Moskevská oblast   | 1337-1892        |         |
| Zámek Vasiljevskoje        | Замок Васильевское          | Moskevská oblast   | 1881-1884        |         |
| Volokolamský kreml         | Волоколамский кремль        | Moskevská oblast   | 15.-19. století  |         |
| Vjazemský kreml            | Вязьменский кремль          | Smolenská oblast   | 17. století      |         |
| Vysocký monastýr           | Высоцкий монастырь          | Moskevská oblast   | 1374-1840        |         |
| Jaroslavský kreml          | Ярославский кремль          | Jaroslavská oblast | 12. století-1838 |         |
| Zarajský kreml             | Зарайский кремль            | Moskevská oblast   | 1528—1531        |         |

## Ostatní okresy
| Jméno                  | Ruské jméno          | Pronájem                | Doba           | obraz |
| ---------------------- | -------------------- | ----------------------- | -------------- | ----- |
| Astrachaňský kreml     | Астраханский кремль  | Astrachaňská oblast     | 1580-1807      |       |
| Derbentská pevnost     | Дербентская цитадель | Dagestán                | II-17. století |       |
| Kazaňský kreml         | Казанский кремль     | Tatarstán               | 1672           |       |
| Nižněnovgorodský kreml | Нижегородский кремль | Nižněnovgorodská oblast | 1500-1515      |       |
| Syzranský kreml        | Сызраньский кремль   | Samarská oblast         | 1683           |       |
| Tobolský kreml         | Тобольский кремль    | Ťumeňská oblast         | 1683-1799      |       |

## Další projekty
- Wikimedia Commons contiene immagini o altri file su castelli in Russia